# Женская служба пилотов Военно-воздушных сил США

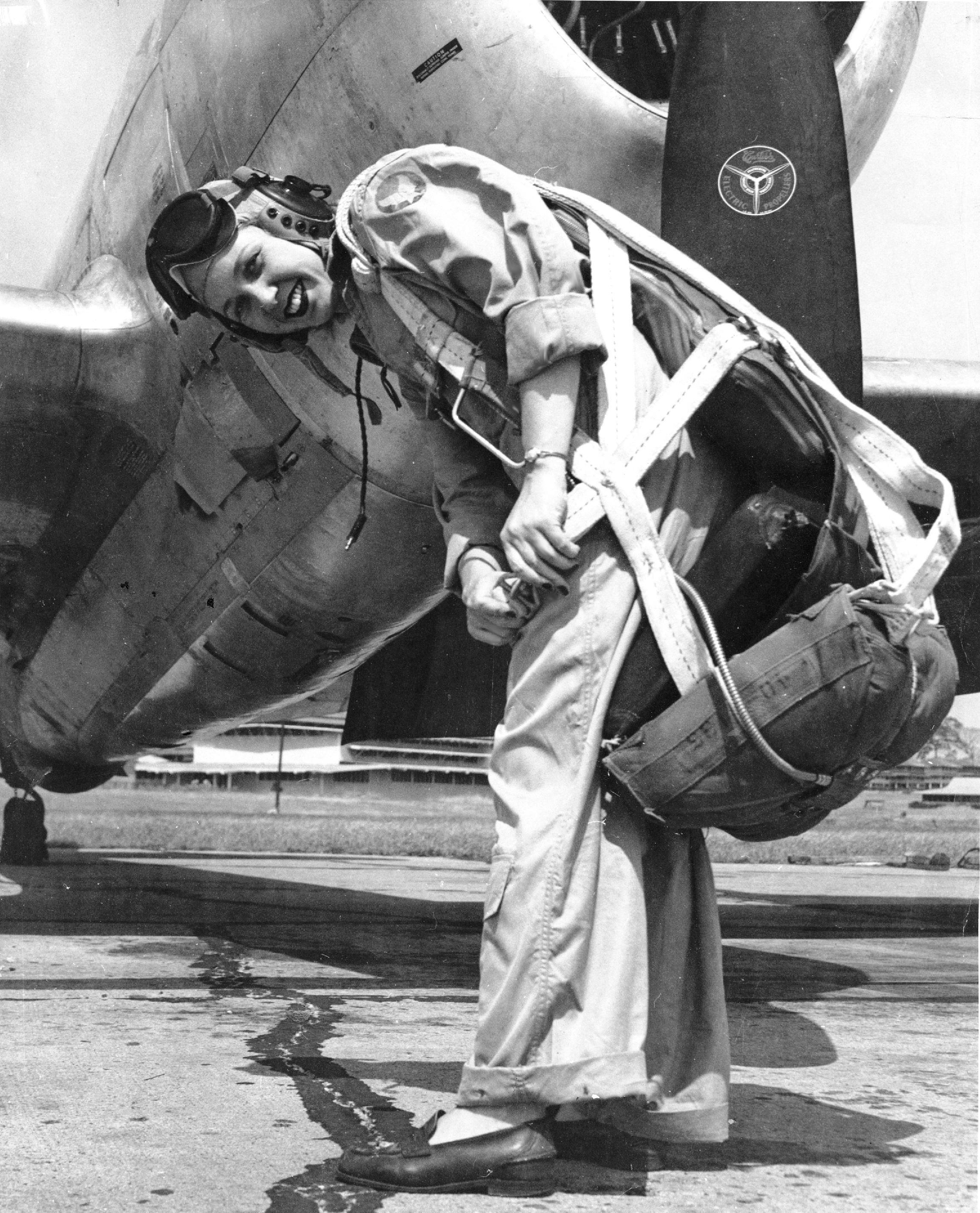
Дини Пэриш на фоне самолёта P-47

Женская служба пилотов Военно-воздушных сил США (англ. Women Airforce Service Pilots, WASP) — подразделение Военно-воздушных сил Армии США, созданное 5 августа 1943 года в ходе Второй мировой войны. Это первая организация гражданских пилотов-женщин, нанятых, чтобы управлять военными самолётами. К концу войны она насчитывала 1074 человек. Пилоты «Женской службы» не считались военнослужащими. Программа WASP была закрыта за несколько недель до выпуска последней группы лётчиц, в 1944 году, когда война уже подходила к концу.

## История создания

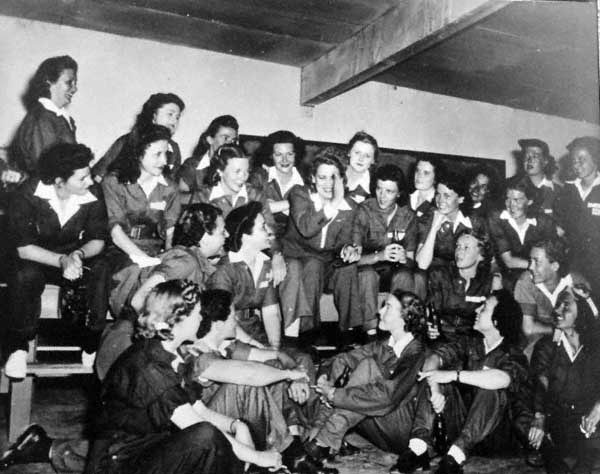
Жаклин Кохран (в центре) на тренировке пилотов Женской службы

В начале Второй мировой войны многие полагали, что женщин нельзя брать в армию; ещё больше людей сомневались, что женщины могут быть пилотами. Однако в стране быстро возникла нехватка пилотов-мужчин. И тогда Жаклин Кохран, знаменитая в те годы лётчица, предложила начать обучение женщин на должность второго пилота на внутренних рейсах. Это позволило большему числу мужчин участвовать в боевых операциях за границей.
В 1939 году Жаклин Кохран обратилась к Элеоноре Рузвельт с идеей использования женщин-пилотов в небоевых миссиях. В результате Кохран была представлена генералу Генри Арнолду и генералу Роберту Олдсу, руководителю Авиатранспортного командования (ATC).
Генерал Арнолд, возглавлявший в то время Военно-воздушные силы Армии США, предложил Кохран переправить бомбардировщик в Великобританию, чтобы привлечь внимание к идее женщин, пилотирующих военные самолёты. В Англии Кохран присоединилась к организации ATA, занимавшейся переправкой новых, отремонтированных и повреждённых военных самолётов между заводами и прочими промежуточными пунктами. 25 американских женщин-пилотов вызвались участвовать в работе ATA вместе с Жаклин Кохран.
Летом 1941 года Кохран и пилот-испытатель Нэнси Харкнесс Лав независимо друг от друга представили предложения в военно-воздушные силы армии США, чтобы разрешить женщинам-пилотам участвовать в боевых действиях Второй мировой войны в Европе. План состоял в том, чтобы освободить мужчин-пилотов для выполнения боевых задач, используя квалифицированных женщин-пилотов для перевозки самолётов с заводов на военные базы, а также для буксировки беспилотных летательных аппаратов и воздушных целей.
Тем не менее, только после атаки японцев на Перл-Харбор Жаклин Кохран и пилот-испытатель Нэнси Харкнесс Лав смогли убедить военных руководителей, что женщины смогут управляться с самолётами не хуже мужчин.
Первоначально проект состоял из групп WFTD (Women’s Flying Training Detachment) и Women’s Auxiliary Ferrying Squadron (WAFS), созданных раздельно в сентябре 1942.

## WAFS
Муж Нэнси Харкнесс Лав, Роберт Лав, был в резерве армейского авиационного корпуса и работал на полковника Уильяма Генри Туннера. Однажды Роберт упомянул, что его жена — лётчица, Туннер поинтересовался, знает ли она других женщин-пилотов. Вскоре Туннер и Нэнси Лав составили план переброски самолётов с участием женщин-пилотов. Туннер собирался организационно сделать женщин-пилотов частью Женского вспомогательного корпуса армии (WAAC), но позже решил нанять гражданских пилотов для ATC. 5 сентября 1942 года генерал Арнолд приказал «принять немедленные меры для начала набора женщин-пилотов в течение двадцати четырёх часов».
Нэнси Харкнесс Лав должна была стать руководителем группы, и в тот же день она разослала 83 телеграммы будущим женщинам-пилотам.
О начале работы Женской вспомогательной транспортной эскадрильи (WAFS) было объявлено 10 сентября 1942 года. Вскоре авиатранспортное командование ATC начало использовать женщин для переправки самолётов с завода на аэродромы. Нэнси Лав начала с 28 женщин-пилотов, но их количество росло во время войны, пока не достигло нескольких эскадрилий.

## WFTD
Кохран вернулась из Англии и снова обратилась к генералу Арнолду, повторив свои более ранние предложения. 15 сентября 1942 года предложение было принято, в результате чего был сформирован 319-й женский отряд летной подготовки (WFTD).
Первая группа участниц начала обучаться военным полётам на аэродроме Хьюстона 16 ноября 1942 года.
А в следующем году 25 женщин научились управлять самолётами Martin B-26 Marauder, прозванный «Вдоводел». Многие мужчины отказывались садиться в них, потому что во время учебных полётов разбилось слишком много таких машин, и несколько пилотов погибли.
Однако руководство полагало, что самолёты безопасны, если ими правильно управлять, и женщин попросили доказать это. По словам дочери Дини Пэриш, Нэнси, лётчицы осознавали риск, но согласились участвовать в этом эксперименте: «Самолётам всё равно, мужчина ты или женщина. Для них важно, хороший ли ты пилот. А все эти женщины были настоящими профессионалами своего дела».

## Реорганизация
5 августа 1943 WAFS и WFTD были объединены в WASP. Кохран возглавила эту организацию, а Нэнси Харкнесс Лав возглавила направление по транспортировке самолётов.
Чтобы попасть в программу, женщины должны были обладать начальными навыками пилотирования. Тем не менее, лётчицы WASP проходили курс переобучения в учебном центре при аэропорте Avenger Field, рядом с техасским городом Суитвотер. Заявки на участие подали более 25 тыс. женщин. Приняты были 1830, за время тренировок 552 женщины были отстранены по причине недостаточного профессионализма, 152 уволились, 27 были отстранены по медицинским соображениям и 14 уволены по дисциплинарным причинам. После успешного курса четырёхмесячного курса военного пилотирования 1074 женщины были готовы управлять военными самолётами. Их не готовили для боевых действий, они не получали стрелковую подготовку и навыков высшего пилотажа, но в остальном их программа подготовки соответствовала такой же для курсантов-мужчин. После курсов у выпускниц было 560 часов наземной подготовки и 210 часов тренировочных полётов. Они изучали азбуку Морзе, метеорологию, военное право, физику, механику самолётов и другие дисциплины.
В качестве талисмана WASP носили нашивку с изображением гремлинши по имени Fifinella (компания Дисней, владеющая правами на изображение, разрешила WASP использовать его).

## Заслуги
«Женская служба» немало сделала для своей страны: лётчицы пилотировали истребители, бомбардировщики и транспортные машины, обучали новобранцев, проводили испытания и буксировали мишени для учебной стрельбы. Они перегоняли самолёты, перевозили бойцов, боеприпасы — и даже фрагменты первой атомной бомбы. В общей сложности пилоты WASP налетали более 96 млн километров.

## Почести

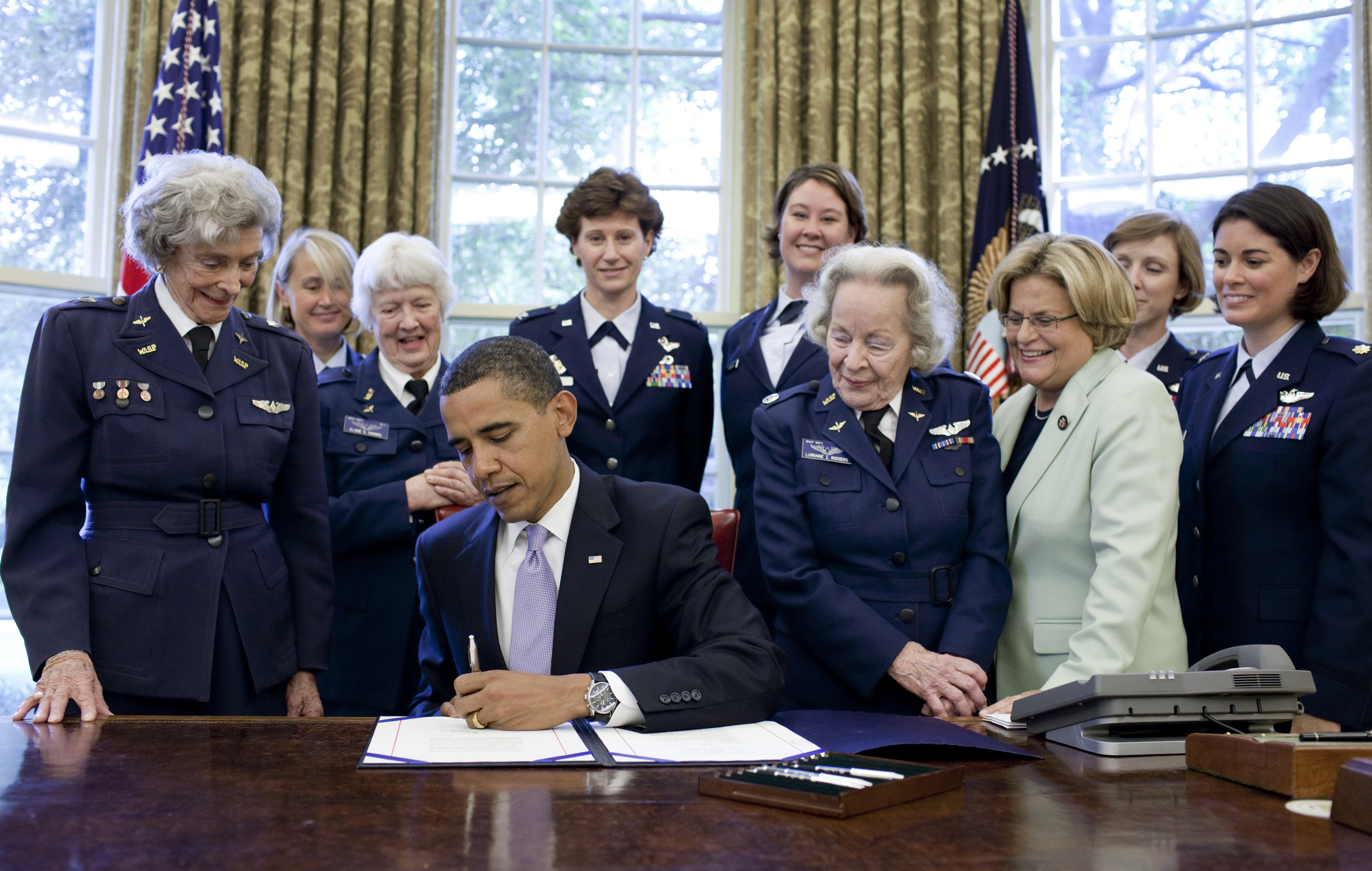
Барак Обама 1 июля 2009 года подписал указ о награждении оставшихся в живых пилотов Женской службы ВВС США Золотой медалью Конгресса

38 участниц программы погибли, однако никаких воинских почестей им оказано не было, и хоронили их родственники на свои деньги.
Много лет лётчицы пытались добиться признания своих заслуг. Звание ветеранов войны было присвоено им только в 1977. И только в марте 2010 года оставшиеся в живых участницы WASP получили одну из высших гражданских наград США — Золотую медаль Конгресса.